# Koninkrijk Afghanistan
Het Koninkrijk Afghanistan (Pasjtoe: د افغانستان واکمنان, Dǝ Afġānistān wākmanān; Dari: پادشاهي افغانستان, Pādešāhī-ye Afġānistān) was een islamitisch koninkrijk in Zuid- en Centraal-Azië dat werd gesticht in 1926 en, met een korte onderbreking in 1929, zou blijven bestaan tot 1973. Het land is de voortzetting van het Emiraat Afghanistan dat een koninkrijk werd toen emir Amanoellah Khan tot shah (koning) werd gekroond.

## Geschiedenis
Amanullah Khan was erop gebrand het land te moderniseren, met als resultaat dat conservatieve krachten bij een aantal gelegenheden sociale onrust veroorzaakten. Toen hij in 1927 Europa bezocht, brak er opnieuw een opstand uit. Hij trad af ten gunste van zijn broer Inajatoellah Khan, die slechts drie dagen regeerde voordat de leider van de opstand Habibullah Kalakani de macht overnam en het emiraat herstelde.
Na tien maanden keerde de minister van Oorlog van Amanullah Khan, Mohammed Nadir Sjah , terug uit ballingschap in Brits-Indië. Zijn door het Verenigd Koninkrijk gesteunde legers plunderden Kabul en dwongen Habibullah Kalakani om een wapenstilstand te bespreken. In plaats daarvan arresteerden de troepen van Mohammed Nadir Kalakani en executeerden ze vervolgens. Mohammed Nadir herstelde het koninkrijk, werd in oktober 1929 tot koning van Afghanistan uitgeroepen en keerde terug naar het reformistische pad van de laatste koning, Amanullah Khan. Hij werd opgevolgd door zijn zoon, Mohammed Zahir Shah, wiens heerschappij in 1933 begon en 39 jaar duurde. Mohammed Zahir Shah, de laatste koning van Afghanistan, werd uiteindelijk omvergeworpen door zijn eigen neef Mohammed Daoud Khan, die met succes een einde maakte aan de eeuwenoude monarchie en een republikeinse Afghaanse regering oprichtte. Onder leiding van Zahir Shah zocht de Afghaanse regering betrekkingen met de buitenwereld, met name met de Sovjet-Unie, Frankrijk, het Verenigd Koninkrijk en de Verenigde Staten. 
Op 27 september 1934, tijdens het bewind van Zahir Shah, sloot het Koninkrijk Afghanistan zich aan bij de Volkenbond. Tijdens de Tweede Wereldoorlog bleef Afghanistan neutraal en voerde het een diplomatiek beleid van niet-aanpassing. Hoewel Afghanistan neutraal was in de Tweede Wereldoorlog, had het betrekkingen met nazi-Duitsland, maar dat werd verbroken na de Anglo-Sovjet-invasie van Iran. 
Afghanistan werd op 29 augustus 1946 toegelaten tot de Verenigde Naties. In 1947 was Afghanistan het enige lid van de Verenigde Naties dat tegen de toelating van Pakistan tot de Verenigde Naties stemde. Dit werd voornamelijk gedaan vanwege de oproep van het Koninkrijk voor Pasjtunistan. Nikita Chroesjtsjov bezocht de hoofdstad van Kabul en onderschreef de Afghaanse aanspraken op Pasjtunistan in 1955. Afghanistan werd ook lid van de Beweging van Niet-Gebonden Landen in 1961. Mohammed Daoud Khan, destijds premier van Afghanistan, werkte hard voor de ontwikkeling van moderne industrieën en onderwijs in het land. In juli 1973 pleegde Daoud Khan een bloedeloze staatsgreep terwijl Zahir Shah niet in het land was. De volgende maand trad Zahir Shah af, in de hoop een burgeroorlog te vermijden, die officieel het einde van het Koninkrijk Afghanistan en het begin van de republiek betekende.

## geografie
Het Koninkrijk Afghanistan grenst aan Iran in het westen, de Sovjet-Unie in het noorden, China in het oosten en Pakistan in het zuiden. Het bergachtige en grotendeels droge land was 652.200 vierkante kilometer (251.830 vierkante mijl). De vreemde vorm en grenzen waren het gevolg van het feit dat Afghanistan een buffer vormde tussen Rusland en Groot-Brittannië. De Wakhan Corridor is een voorbeeld van de buffer. In de meeste gebieden was er in de winter sneeuw en was er weinig regen.

## Demografie
Het land bestond uit verschillende etnische groepen zoals de Pashtuns, Tajiks, Hazaras, Uzbeks en vele anderen.
De meerderheid van de Afghanen was moslim, ongeveer 99% van de bevolking. Ongeveer 80-85% van de moslimbevolking was soennitisch, de rest was sjiitisch.
Dari (Perzisch) en Pasjtoe waren de officiële talen van de natie. Veel Afghanen waren tweetalig en spraken beide talen onderling.

## Economie
Net als het verleden en het huidige Afghanistan was de economie sterk afhankelijk van landbouw en mijnbouw.
De Verenigde Staten en de Sovjet-Unie hebben beide geïnvesteerd in de economie van Afghanistan om te proberen invloed te krijgen tijdens de Koude Oorlog. Zoals het Four Point-programma in 1951, toen Afghanistan en de Verenigde Staten in Kabul een overeenkomst ondertekenen om de economische ontwikkeling in de economie te helpen ondersteunen, en de aanleg van een 100 km lange pijpleiding van Termez naar Mazar-i-Sharif die werd aangelegd door Sovjet-technici en begonnen in 1954. Afghanistan ontving 18.500.000 dollar van de Export-Import Bank van de Verenigde Staten om hen te helpen Amerikaans materiaal, uitrusting en diensten te kopen voor het ontwikkelingsproject Helmand River Valley.
In augustus 1961 sloot Pakistan de grens met Afghanistan vanwege premier, de sterke houding van Daoud Khan tegen Pashtunistan, maar deze heropende in mei na het aftreden van Khan. Het land had afzettingen van talk, mica, zilver, lood, beryl, chromiet, koper, lapis lazuli en ijzererts.